# Surma (mitologia)
Surma – w fińskiej mitologii to animizacja śmierci, istota zbliżona do Cerbera z mitologii greckiej. Występuje w poemacie epickim Kalevala. 
Surma to straszliwa bestia, będąca ucieleśnieniem nagłej, brutalnej śmierci. Opisywana jako para wielkich szczęk, z rzędami ogromnych kłów, doczepiona do nienasyconej, nieskończonej gardzieli. Surma pilnuje, by nikt nie uciekł (ani niepowołany się nie dostał) ze świata umarłych Tuonela.
Używanym w Finlandii idiomem jest: surman suuhun - dosłownie w paszczę Surmy, w znaczeniu: (iść, podążać) na śmierć, na stracenie, ku śmiertelnemu niebezpieczeństwu. Surma w fińskim oznacza także zabójstwo (także jako termin prawniczy), a bardziej ogólnie zgon (w wyniku zabójstwa), śmierć.